# Mont Lachat de Châtillon
Pour les articles homonymes, voir Lachat.
Ne doit pas être confondu avec Mont Lachat (massif des Bornes) ou Montagne de Lachat (massif des Bornes).
Le mont Lachat de Châtillon est une montagne du massif des Bornes, dans les Préalpes. Ses formes arrondies et son altitude relativement peu élevée, 2 050 mètres, en font l'axe structurant des remontées mécaniques de la station de sports d'hiver du Grand-Bornand. Son sommet est accessible, été comme hiver, par un télésiège.

## Géographie

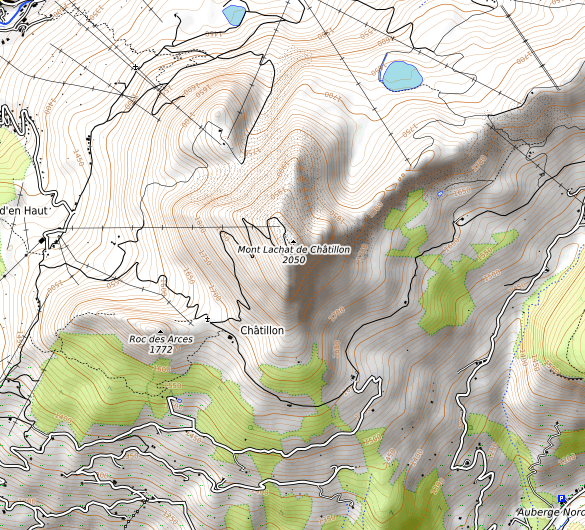
Carte tpographique.

Le mont Lachat de Châtillon se trouve en Haute-Savoie, entre le chaînon Nord des Aravis à l'est et les reliefs jurassiens du massif des Bornes à l'ouest. Il est entouré au nord par le vallon du ruisseau des Bouts qui se sépare de la tête d'Aufferand et de la pointe de Deux Heures au nord, le vallon du ruisseau de la Duche qui le sépare de la tête des Annes à l'est, la vallée du Bouchet qui constitue la haute vallée du Borne le séparant de la tête du Danay au sud, le village du Grand-Bornand à la confluence du Borne et Chinaillon au sud-ouest et enfin la vallée du Chinaillon qui le sépare de la chaîne du Bargy (roc de Charmieux, roc des Tours, aiguille Verte et le Buclon) et où se trouve le village du Chinaillon à l'ouest et au nord-ouest. Une crête part du sommet et se dirige vers l'est-nord-est jusqu'à la Clef des Annes, un petit col situé non loin du col des Annes.
La montagne aux formes arrondies culmine à 2 050 mètres d'altitude. Le sommet est accessible par un chemin sur son flanc sud-ouest via le col de Châtillon mais également par un télésiège fonctionnant aussi bien en période hivernale qu'estivale, le sommet étant au cœur du domaine skiable du Grand-Bornand.
Le mont Lachat de Châtillon s'inscrit dans un grand synclinal orienté nord-est-sud-ouest. Il constitue la partie méridionale de la klippe des Annes, une formation géologique caractérisée par des roches allochtones, ici des terrains calcaires dont des cargneules et des gypses, reposant sur des terrains autochtones, ici des flyschs. Les antécimes de la Floria sur son flanc nord-ouest et du roc des Arces sur son flanc sud-ouest constituent des versants tassés qui se sont décrochés et ont lentement glissé sous l'effet de la gravité.

## Histoire

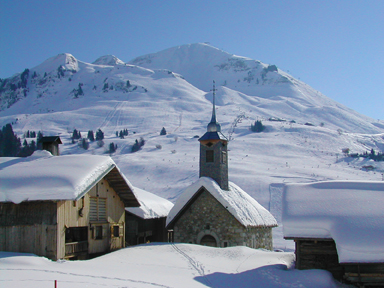
Le mont Lachat de Châtillon enneigé et ses remontées mécaniques vus depuis le Chinaillon au nord-ouest.

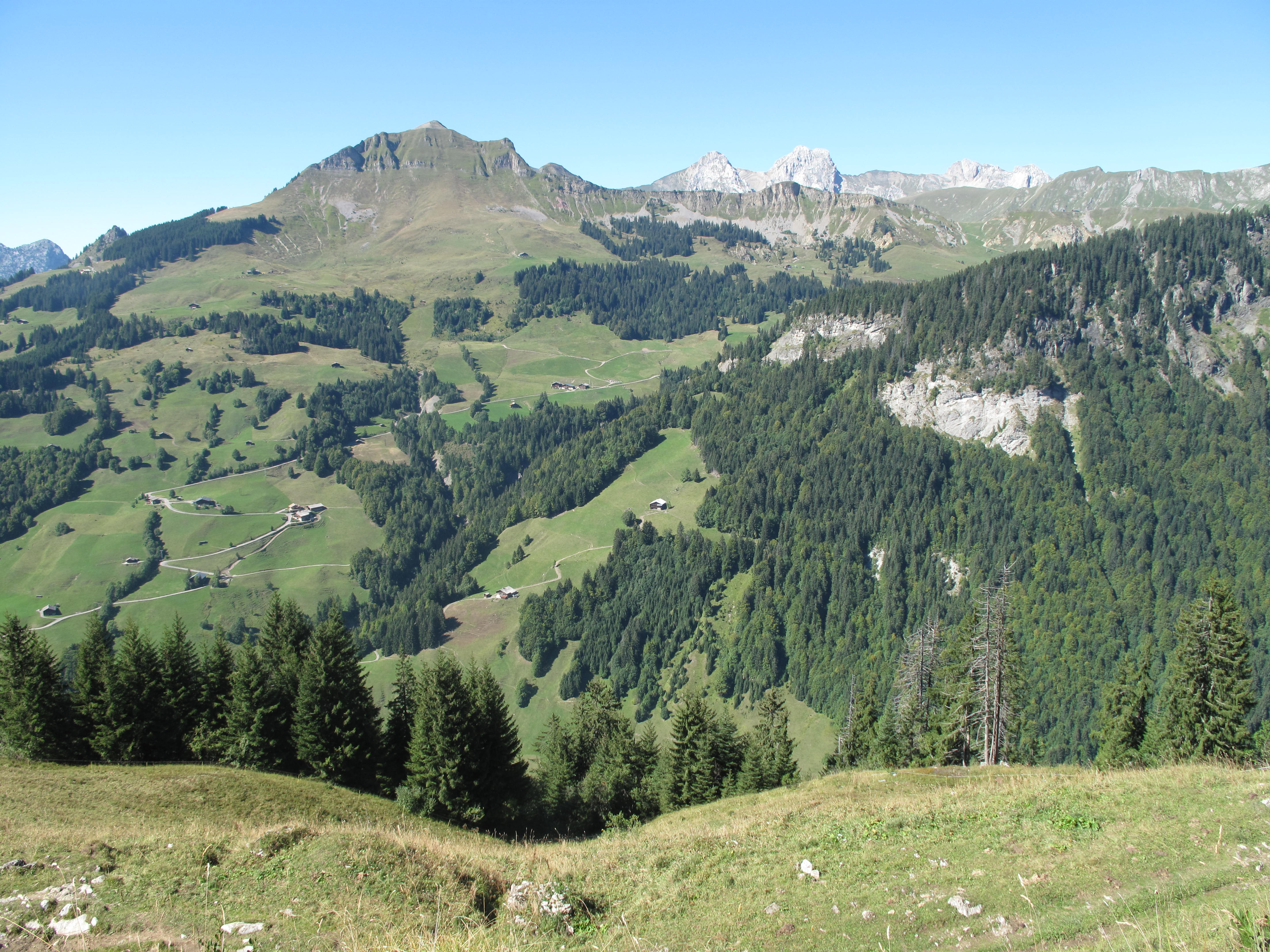
Vue du mont Lachat de Châtillon depuis le refuge de la Bombardellaz au pied de la chaîne des Aravis au sud-est.

Les alpages du mont Lachat de Châtillon sont utilisés depuis le Moyen Âge par les habitants du Grand-Bornand et notamment pour la production de reblochon. Ce n'est qu'au début du XXe siècle que sa vocation exclusivement agricole change peu à peu avec l'arrivée progressive des sports d'hiver dans la vallée du Borne. Ainsi, en 1923, la société des skieurs bornandins est créé afin d'encadrer et de promouvoir le ski alpin qui se pratique notamment sur les pentes de la montagne. En 1929, un tremplin de saut à ski y est construit, une compétition de ski alpin s'y déroule en 1930 et une de ski de fond en 1931. Ce développement des sports d'hiver pousse le village à créer la Société Anonyme du téléski du Grand-Bornand en 1945. Après la construction d'un premier téléski aux Dodes au pied du village, c'est le secteur du Chinaillon qui se développe à partir de 1953 avec la construction du téléski des Outalays. S'ensuit un rapide développement qui couvre la montagne de pistes et de remontées mécaniques, constituant le cœur du domaine skiable du Grand-Bornand.

## Ascension
La première ascension du sommet est vraisemblablement le fait de Bornandins du Moyen Âge faisant estive sur les alpages de la montagne mais ce fait, faute de traces archéologiques ou de témoignages, est invérifiable.
La première ascension hivernale est réalisée le 30 janvier 1936 par deux Suisses de Genève alors que la vallée du Chinaillon voit se développer les sports d'hiver depuis quelques années.